# Tomás Cruz
Pour les articles homonymes, voir Cruz et Moreira.
João Tomás de Sousa Moreira Cruz, plus simplement connu sous le nom de Tomás Moreira ou Tomás Cruz, né le 26 juin 2005 à Porto, est un footballeur international luxembourgeois qui évolue au poste de milieu offensif au Benfica Lisbonne B.

## Biographie

### Carrière en club
Né à Porto, Tomás Cruz commence à jouer au FC Porto, avant de déménager au Luxembourg, où il joue au Norden 02, à Weiswampach. Passé ensuite par le centre de formation du Hannover 96 en Allemagne, il rejoint en juillet 2024 le SL Benfica, où évolue déjà son compatriote Leandro Barreiro, et commence par jouer avec l'équipe des moins de 23 ans portugaise,.
Il connaît sa première feuille de match avec le Benfica B le 18 août 2024, lors d'un match de deuxième division contre le SC União Torreense,,.

### Carrière en sélection
En octobre 2024, Tomás Cruz est convoqué pour la première fois avec l'équipe nationale du Luxembourg, alors que sa nationalité luxembourgeoise est encore en cours d'obtention,. Il honore sa première sélection le 15 octobre 2024, lors d'un match de Ligue des nations contre la Biélorussie, qui se termine par un score de parité 1-1.